# Aston Martin DP215
La Aston Martin DP215 è una berlinetta costruita in un unico esemplare dalla Aston Martin per partecipare alla 24 Ore di Le Mans del 1963.

## Tecnica
Basato sul telaio della DB4 GT, il modello montava un motore a 4-litri Tadek Marek che erogava 326 cavalli. Era stata progettata per poter competere all'interno della classe prototipi. Era dotata di sospensioni indipendenti con doppi bracci trasversali. Diversi elementi della carrozzeria sono stati forati per alleggerirne il peso ed il telaio è stato rinforzato. La lubrificazione era a carter secco.

## Risultati sportivi
Prese il via alla gara che si disputava a Le Mans condotta da Phil Hill e Lucien Bianchi ma non riuscì a completare la gara e venne classificata al 43º posto con solo 29 giri completati.